# Agathis lanceolata

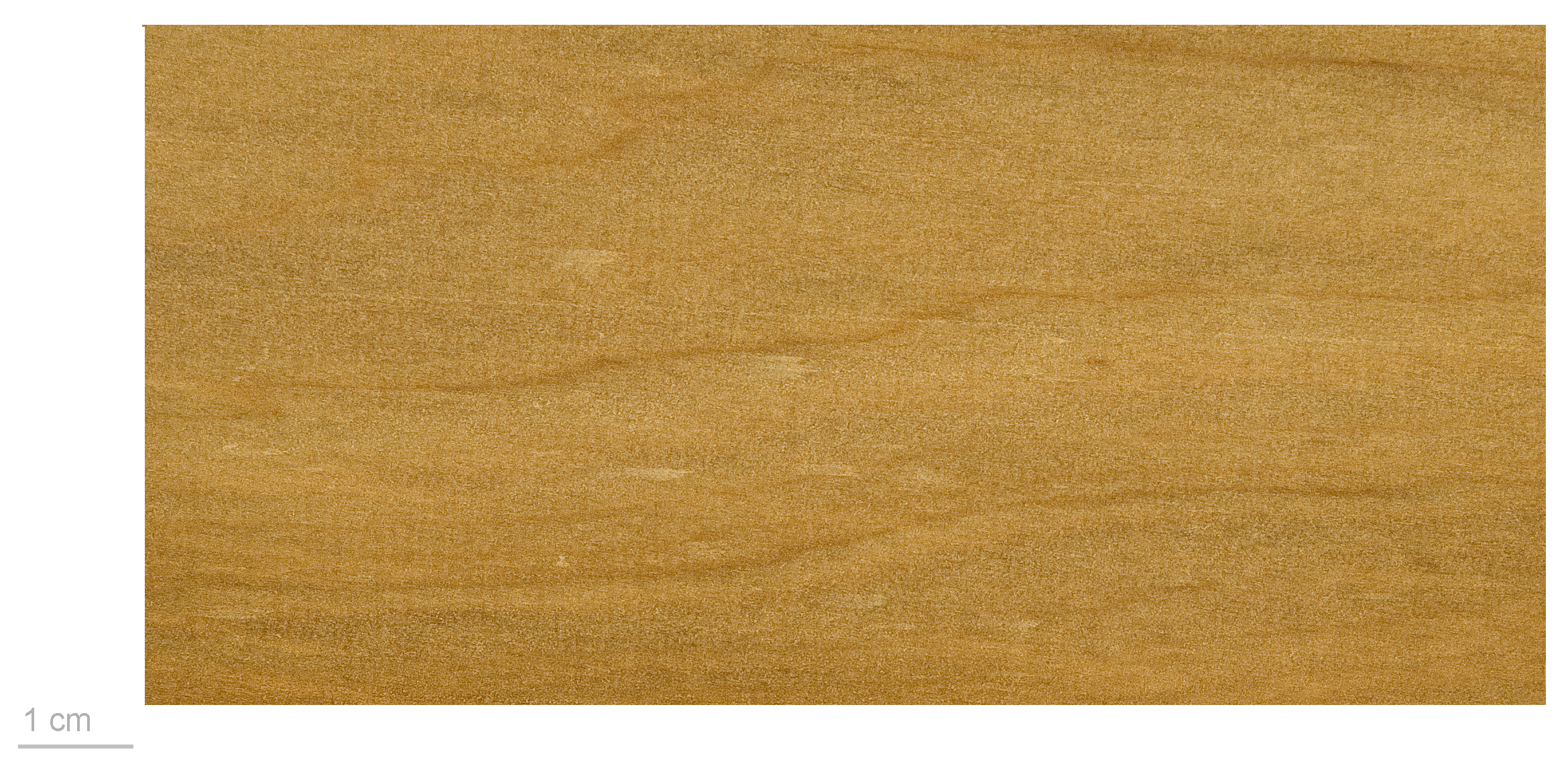
Agathis lanceolata

Agathis lanceolata es una especie de conífera perteneciente a la familia  Araucariaceae. Se encuentra en Nueva Caledonia. Está amenazada debido a la destrucción del hábitat.
Es un árbol que alcanza un tamaño de 40 m de altura y un 60 a 150 cm de diámetro.

## Hábitat
Agathis lanceolata se concentra en el sur del macizo de Nueva Caledonia con las localidades periféricas de la provincia del Norte en Boulinda y macizo de Mé Maoya y Col Maré. Se produce en altitudes que van de 200 a 1.100 metros. Es un árbol grande restringido a los bosques húmedos sobre sustratos ultramáficos.

## Taxonomía
Agathis lanceolata fue descrita por Lindley ex Warb. y publicado en Monsunia, Beiträge zur Kenntniss der Vegetation des Süd- und Ostasiatischen Monsungebietes 1: 186, en el año 1900.
Sinonimia
- Dammara lanceolata Lindl. ex Pancher & Sebert basónimo
- Dammara ovata C.Moore ex Seem.
- Salisburyodendron lanceolata A.V.Bobrov & Melikyan[3]